# Les Années copain (film, 1989)
 (décembre 2023).
Pour plus de détails, voir Fiche technique et Distribution.
Les Années copain (Heart of Dixie) est un film américain réalisé par Martin Davidson, sorti en 1989.

## Synopsis
En 1957, en Alabama, une étudiante (Ally Sheedy) se sert du journal de l'université pour mener une croisade pour les droits civils.

## Fiche technique
- Titre original : Heart of Dixie
- Titre français : Les Années copain
- Réalisation : Martin Davidson
- Scénario : Anne Rivers Siddons et Tom McCown
- Photographie : Robert Elswit
- Montage : Bonnie Koehler
- Musique : Phillip Namanworth et Kenny Vance (en)
- Production : Steve Tisch
- Pays d'origine : États-Unis
- Format : Couleurs - 1,85:1 - Mono
- Genre : Drame
- Durée : 95 minutes
- Date de sortie : 1989

## Distribution
- Ally Sheedy : Maggie DeLoach
- Virginia Madsen : Delia June Curry
- Phoebe Cates : Aiken Reed
- Treat Williams : Hoyt Cunningham
- Don Michael Paul : 'Boots' Claibourne
- Kyle Secor : Charles Payton 'Tuck' Tucker
- Francesca P. Roberts : Keefi
- Peter Berg : Jenks
- Jenny Robertson : la sœur
- Lisa Zane : M.A.
- Ashley Gardner : Jean
- Eddy Kiihnl : Mitchell
- Richard Bradford : le juge Claibourne
- Barbara Babcock : Coralee Claibourne
- Hazen Gifford : Dean Howard
- Michael St. Gerard : Elvis

## Distinctions
- 1 prix nommé au Razzie Awards en 1990 :
  - pire actrice (Ally Sheedy)